# Rafael Pascual
Rafael Pascual Cortés est un joueur espagnol de volley-ball né le 16 mars 1970 à Madrid (communauté de Madrid). Il mesure 1,94 m et joue réceptionneur-attaquant. Il totalise 537 sélections en équipe d'Espagne.

## Clubs
| Club                     | De        | À         |
| ------------------------ | --------- | --------- |
| ACD Bomberos             | 1989-1989 | 1990-1991 |
| Son Amar Palma           | 1991-1992 | 1991-1992 |
| VBA Olimpia Sant'Antioco | 1993-1994 | 1994-1995 |
| Piemonte Volley          | 1995-1996 | 1999-2000 |
| Suntory Sunbirds Osaka   | 2000-2001 | 2000-2001 |
| Top Volley Latina        | sep 2001  | avr 2002  |
| Stade Poitevin           | avr 2002  | mai 2002  |
| Los Playeros             | mai 2002  |           |
| Sir Safety Pérouse       | 2002-2003 | 2002-2003 |
| Gioia del Volley         | 2003-2004 | avr 2005  |
| CV Pòrtol                | avr 2005  | mai 2005  |
| Callipo Sport            | sep 2005  | avr 2006  |
| Panerithraikos Athènes   | avr 2006  | mai 2006  |
| Los Playeros             | mai 2006  |           |
| NMV Castellana Grotte    | 2006-2007 | 2007-2008 |
| CSKA Sofia               | 2008-2009 | 2008-2009 |
| AS Orange Nassau         | 2009-2010 | 2010-2011 |

## Palmarès
- Championnat d'Europe (1)
  - Vainqueur : 2007
- Ligue européenne (1)
  - Vainqueur : 2007
- Coupe des Coupes (2)
  - Vainqueur : 1997, 1998
  - Finaliste : 1999
- Coupe de la CEV (1)
  - Vainqueur : 1996
- Supercoupe d'Europe (2)
  - Vainqueur : 1997, 1998
- Championnat de Bulgarie
  - Finaliste : 2009
- Championnat d'Espagne
  - Finaliste : 1990, 1993, 2005
- Championnat du Japon (1)
  - Vainqueur : 2001
- Championnat d'Italie
  - Finaliste : 1996, 1998
- Coupe de Bulgarie (1)
  - Vainqueur : 2009
- Coupe du Roi (1)
  - Vainqueur : 2005
  - Finaliste : 1993
- Coupe de France (1)
  - Vainqueur : 2002
- Coupe d'Italie (2)
  - Vainqueur : 1996, 1999
  - Finaliste : 1997, 1998
- Supercoupe d'Italie (2)
  - Vainqueur : 1997, 2000
  - Perdant : 1998, 2006